# Bibertal
Bibertal település Németországban, azon belül Bajorországban. Lakosainak száma 4967 fő (2023. december 31.). Bibertal Nersingen, Kötz és Pfaffenhofen an der Roth községekkel határos.

## Népesség
A település népessége az elmúlt években az alábbi módon változott:
| Lakosok száma | 3631 | 1102 | 4710 | 4697 | 4756 | 4762 | 4829 | 4846 | 4999 | 4967 |
|               | 1970 | 1975 | 2011 | 2012 | 2014 | 2015 | 2017 | 2019 | 2022 | 2023 |